# 高任和夫
高任 和夫（たかとう かずお、1946年 - ）は、日本の小説家。宮城県出身。東北大学法学部卒業。経済・企業小説を主に執筆する。

## 略歴
大学卒業後三井物産に入社。1983年、『商社審査部25時 知られざる戦士たち』で兼業作家としてデビューする。数年の広島勤務を除いてほとんどを東京本社に勤務し国内審査管理室長まで務めたが、バブル崩壊後に審査部門の負担が増大し執筆時間が取れなくなったことから退職を決断。早期退職制度を利用し、1996年、50歳で退職した後は作家活動に専念する。経済小説を主に書き続けていたが、2009年の3月に刊行された『青雲の梯 老中と狂歌師』では時代小説にも手を染める。

## 著書
- 『商社審査部25時 知られざる戦士たち』（1985、商事法務研究会）のち徳間文庫、講談社文庫
- 『四十代は男の峠』講談社　1989　のち徳間文庫
- 『銀行検査部25時』講談社　1990　のち文庫
- 『過労病棟』（1992、講談社）のち文庫
- 『架空取引』（1997、講談社）のち文庫
- 『転職 会社を辞めて気づくこと』講談社　1998　文庫版タイトル：『依願退職』文庫
- 『密命』（1999、講談社）　　文庫版タイトル：『粉飾決算』
- 『告発倒産』（2000、講談社）のち文庫
- 『仕事を愉しむ 老若男女24人の独立・起業物語』日経BP社 2000
- 『リストラ・転職・起業』2000　岩波ブックレット
- 『幸福の不等式』（2002、日本放送出版協会）講談社文庫版タイトル：『起業前夜』
- 『燃える氷』（2003、祥伝社）のち講談社文庫
- 『告発封印　連作短編集』（2004、光文社カッパノベルス）のち文庫
- 『債権奪還』（2004、講談社）のち文庫
- 『仕事の流儀 28人の達人たちに訊く』日経BP社 2004 文庫版タイトル：『生き方の流儀』講談社文庫　2010
- 『偽装報告』（2006、光文社）のち文庫
- 『エンデの島』（2007、光文社）のち文庫
- 『敗者復活戦』（2008、講談社）のち文庫
- 『罪びと』（2008、光文社）のち文庫
- 『青雲の梯 老中と狂歌師』（2009、講談社）（田沼意次・大田南畝）、文庫版タイトル：『江戸幕府最後の改革』
- 『月華の銀橋 勘定奉行と御用儒者』（2009、講談社）（荻原重秀・新井白石）、文庫版タイトル：『貨幣の鬼 勘定奉行 荻原重秀』
- 『天下商人 大岡越前と三井一族』（2010、講談社）
- 『嵐の後の破れ傘 激動の江戸を生きた三文人』（2012、光文社）（平秩東作、太田南畝、山東京伝）文庫書き下ろし
- 『光琳ひと紋様』潮出版社、2012